# 宜川路街道
宜川路街道，是中华人民共和国上海市普陀區下辖的一个乡镇级行政单位。面积2.22平方公里。户籍人口8.96万人（2009年6月底）。

## 歷史
宜川的歷史始于清乾隆年间，當時有浦東赵姓村民至宝山县依仁乡赵园浜（赵家花园）定居，从事菊艺种植，后當地渐成村落。
清道光十三年（1833年），當局設立彭浦厂，宜川就在境內。宣统二年（1910年）属江蘇省宝山县彭浦乡。1927年后先後劃歸上海特别市彭浦区、滬北區、江蘇省宝山县大场区花园乡。
中華人民共和國成立後，境內的中山北路以北地区隸屬於大场区第三办事处。1954年，中山北路以南地区隸屬於上海市普陀区人民委员会交通西路办事处。1956年3月，宜川新村辦事處由宝山县划归普陀区。同年8月，宜川新村辦事處与交通西路办事处合并为宜川路办事处。1957年中山北路以南地区再次划出宜川路辦事處，同時宜川路辦事處恢復舊名宜川新村办事处。1958年宜川新村、甘泉新村、交通西路三办事处合并，1959年1月，命名为宜川新村街道办事处。1982年甘泉新村划出成立甘泉新村街道。
1996年1月3日，上海市委书记黄菊，市委副书记陈至立，市委常委、宣传部长金炳华，副市长夏克强等视察宜川新村街道敬老院。1996年8月1日，上海市委副书记王力平来到宜川新村派出所慰问公安干警。
1997年7月（一說1999年6月），撤销宜川新村、中山北路街道，建立宜川路街道。一說合並於1999年8月。

## 設施和住宅
辖区内的宜川新村是一個工人新村，始建於1952年。距離中華人民共和國首個工人新村曹楊新村開建時間僅相隔一年。
1986年，原赵家花园一带兴建了宜川公园。
位於宜川路上的宜川百货商场、宜川菜场和艺华服装工场於1993年合并為宜川購物中心，总面积达9500平方米，1995、1996年，连续兩年納稅超過百萬元。1996年，被评为上海市级优秀企业。不過宜川購物中心於21世紀初倒閉。
1993年扩建的宜川食品商店一度为宜川新村最大的食品商店，後更名為上海市第七食品商店。
洛川路农贸集市一度是普陀區佔地最大的露天集市，2001年12月28日，洛川路农贸集市被全部拆除，原集市上的个体摊主被安置在宜川路洛川路口新建的宜川农贸市场继续经营。
宜川飯店位於宜川路36號，始建於1956年3月17日。前身為宜川合作食堂。1974年所在地成為六層樓房。
其他還有宜川社区卫生服务中心、上海市洛川學校、宜川路街道社区文化活动中心、宜川路街道图书馆等設施。

## 道路
宜川路、延长西路、沪太路、骊山路、华阴路、洛川路等道路途徑宜川路街道。宜川路街道境內的一些道路是在中華人民共和國建国初兴建宜川新村时辟筑，一般以陕西省的城市、山岭和河渠名命名。

## 行政区划
宜川路街道下辖以下居委会：
宜川四村社区、赵家花园社区、华阴路社区、泰山一村社区、泰山二村社区、泰山宅社区、平江社区、大洋新村社区、光新村社区、交通西路社区、农林村社区、香溢花城社区、振华社区、中远两湾城第一社区、中远两湾城第二社区、中远两湾城第三社区、中远两湾城第四社区、宜川六村第一社区、宜川六村第二社区、宜川三村第一社区、宜川三村第二社区、宜川一村第一社区、宜川一村第二社区、宜川二村第一社区和宜川二村第二社区。

## 外部鏈接
- 上海普陀 · 宜川街道（页面存档备份，存于）